# Pierre Fabre (acteur)
Pour les articles homonymes, voir Pierre Fabre (homonymie) et Fabre.
Pierre Fabre, né le 14 octobre 1933 à Wimereux (Pas-de-Calais)  et mort le 24 mars 2006 dans le 14e arrondissement de Paris, est un acteur, scénariste et réalisateur français.
Il a été marié avec Anna Karina de 1968 à 1974.

## Filmographie partielle

### Cinéma

#### En tant qu'acteur
- 1962 : Jules et Jim de François Truffaut
- 1965 : La 317e section de Pierre Schoendoerffer
- 1969 : L'Enfant sauvage de François Truffaut
- 1970 : Domicile conjugal de François Truffaut
- 1975 : Le Jardin qui bascule, de Guy Gilles
- 1982 : L'Honneur d'un capitaine de Pierre Schoendoerffer
- 1987 : Les mois d'avril sont meurtriers de Laurent Heynemann

#### En tant que scénariste
- 1968 : La Bande à Bonnot de Philippe Fourastié

#### En tant que réalisateur
- 1980 : Tout dépend des filles avec Jean-Pierre Sentier

#### En tant qu'assistant réalisateur
- 1965 : Suzanne Simonin, la Religieuse de Diderot de Jacques Rivette
- 1969 : La Bande à Bonnot, de Philippe Fourastié

### Télévision

#### En tant qu'acteur
- 1972 : Mandrin, rôle de Louis Mandrin dans le feuilleton télévisé de Philippe Fourastié

#### En tant que scénariste
- 1985 : La Lune d'Omaha de Jean Marbœuf